# ستيفان ميشو
ستيفان ميشو (بالفرنسية: Stéphane Michaud)‏ هو مترجم وأستاذ جامعي فرنسي، ولد في 1944.